# سایکلوپیک (آریزونا)
سایکلوپیک (به انگلیسی: Cyclopic) یک منطقهٔ مسکونی در ایالات متحده آمریکا است که در آریزونا واقع شده‌است. سایکلوپیک ۱٬۳۲۳ متر بالاتر از سطح دریا واقع شده‌است.